# Daniel David Luckenbill
Daniel David Luckenbill (* 21. Juni 1881 in Hamburg, Berks County, Pennsylvania; † 5. Juni 1927 in London) war ein US-amerikanischer Altorientalist.

## Ausbildung
Luckenbill, Sohn des Reverend B. F. Luckenbill, Prediger der Reformed Church in the United States, verbrachte seine Jugend in Berks County. Er studierte ab 1899 zunächst an der University of Pennsylvania, A.B bis 1903, semitische Sprachen, sodann 1905 in Berlin Ägyptologie bei Adolf Erman an der Friedrich-Wilhelm-Universität und schrieb sich 1906 an der University of Chicago ein. Hier studierte er bei James Henry Breasted Ägyptologie und bei William Rainey Harper Assyriologie. Seine Doktorarbeit mit dem Titel A Study of the temple documents from the Cassite period wurde 1907 angenommen. Die Assyriologie war von da an seine Lebensaufgabe.

## Wirken
Von 1909 bis 1923 übernahm er Lehrtätigkeiten und wurde 1923 Professor für Semitische Sprachen und Literaturen an der University of Chicago. Er war Jahresprofessor an der American Schools of Oriental Research (ASOR) und beteiligte sich an deren Ausgrabungen in Palästina 1908 bis 1909. Ebenso war er später Mitglied der vom Oriental Institute der University of Chicago initiierten amerikanischen wissenschaftlichen Ausgrabungsexpedition im Mittleren Osten von 1919 bis 1920.
Luckenbill war an dem von seinem Mentor Breasted 1919 gegründeten Oriental Institute of Chicago tätig. Am Oriental Institute war er Kurator der Assyrischen Sammlungen des Haskell Oriental Museum. Sein Schüler Leroy Waterman vermerkt in seinem Nachruf, dass sein eigentliches magnum opus Luckenbills Arbeit am Zettelkatalog zu dem erst Jahrzehnte später erschienenen Chicago Assyrian Dictionary (CAD), einem Wörterbuch der akkadischen Sprache, war, das ebenfalls von Breasted im Jahr 1921 initiiert und zu dessen Leiter Luckenbill ernannt worden war. Zum Zeitpunkt seines Todes waren bereits über 500.000 Zettel angelegt und enthielten noch viele unveröffentlichte von ihm übersetzte Keilschrifttexte.
Insgesamt veröffentlichte er rund 34 monografische Arbeiten und zahlreiche Beiträge in Fachzeitschriften. Ferner war er beratender Herausgeber des Journal of Religion und Mitherausgeber des American Journal of Semitic Languages and Literatures, das viele seiner Beiträge veröffentlichte. Zweimal wurde er zum Regionalpräsidenten (Mid-West Branch) der American Oriental Society gewählt.
1924 erschien sein Werk The Annals of Sennacherib, eine Übersetzung des Keilschrift-Textes des „Chicago-Prisma“, eines der wenigen erhaltenen Sanherib-Prismen. Er ist auch Autor des zweibändigen Werkes Ancient Records of Assyria and Babylonia. Postum wurden von Breasted die Inscriptions from Adab herausgegeben mit zahlreichen Handzeichnungen Luckenbills von Tontafeln.
Luckenbill war seit 1914 mit Florence Parker verheiratet. Er starb 1927 in London an Typhus.

## Veröffentlichungen
Eine vollständige Bibliografie seiner Schriften bis 1927 findet sich bei: John A. Maynard: In Memoriam: A Bibliography of D. D. Luckenbill. In: The American Journal of Semitic Languages and Literatures. 45, 1929, S. 90–93. (JSTOR:528853)
- A Study of the temple documents from the Cassite period. The Chicago University Press, Chicago 1907. Thesis PhD (Digitalisat, Internet Archive)
- Annals of Sennacherib. The Chicago University Press, Chicago 1924. Reprint 2005. (Digitalisat des Oriental Institute OIP2; PDF; 6,3 MB).
- Ancient Records of Assyria and Babylonia. The Chicago University Press, Chicago 1926/1927. Mehrfache Reprints.
  - Bd. 1 Historical records of Assyria: from the earliest times to Sargon.
  - Bd. 2 Historical records of Assyria: from Sargon to the end.
- Inscriptions of Adab. The Chicago University Press, Chicago 1930. (Digitalisat des Oriental Institute OIP14; PDF; 3,9 MB).

Beiträge:
- The Temples of Babylonia and Assyria. In: The American Journal of Semitic Languages and Literatures. 24/4 1908, S. 291–322, (Auch: Sonderabdruck). (JSTOR:527646).
- Inscriptions of Early Assyrian Rulers. In: The American Journal of Semitic Languages and Literatures. 28/3, 1912, S. 153–203 . (JSTOR:528609).
- Hittite Treaties and Letters. In: The American Journal of Semitic Languages and Literatures. 37/3, 1921, S. 161–211. (JSTOR:528149).
- Biblical standards of history, chronology, and statistics. In: The Truth about the Bible. American Institute of Sacred Literature, Chicago 1923, S. 67–80.